# Paruyr Sevak
Pour l’article homonyme, voir Parouir Sévak.
Paruyr Sevak (en arménien Պարույր Սևակ) est une communauté rurale du marz d'Ararat en Arménie. En 2008, elle compte 723 habitants.